# Марянув (Ловицький повіт)
Марянув (пол. Marianów) — село в Польщі, у гміні Беляви Ловицького повіту Лодзинського воєводства.
Населення — 33 особи (2011).
У 1975-1998 роках село належало до Скерневицького воєводства.

## Демографія
Демографічна структура станом на 31 березня 2011 року:
|          | Загалом | Допрацездатний вік | Працездатний вік | Постпрацездатний вік |
| -------- | ------- | ------------------ | ---------------- | -------------------- |
| Чоловіки | 17      | 4                  | 9                | 4                    |
| Жінки    | 16      | 1                  | 6                | 9                    |
| Разом    | 33      | 5                  | 15               | 13                   |